# 杭州吾角天街
杭州吾角天街位于杭州市钱塘区金沙大道30号，在杭州金沙天街以东700米，金沙印象城对面，2022年5月开业。这是中国开业的第64座天街，为杭州第7座天街，也是龙湖商业在浙江开业的首个轻资产天街。由龙湖商业与浙江盈中控股集团联合打造。

## 简介
商场面积5.7万平米，入驻商家主要有AP运动工厂、ALL IN GIFT超市、超能星球、镭战大联盟、联滕保龄球、瑞迪桌球、捞三国、澳门陈光记、烧本烧、DELISHOP、ANTWOORD、熊猫羊驼、玛速主义、CHIC PARK、脱单便利店、迷你椰、蛙来哒、自然感照相、欢牛（甜品店，全国首家形象旗舰店）等。

## 交通
可乘杭州地铁1号线至高沙路站A口到达。